# 계룡
계룡(鷄龍)은 닭머리의 모습을 한 용이다. 박혁거세의 아내 알영부인이 계룡에게서 태어났다고 전해진다.